# Fonds Józef Wieniawski

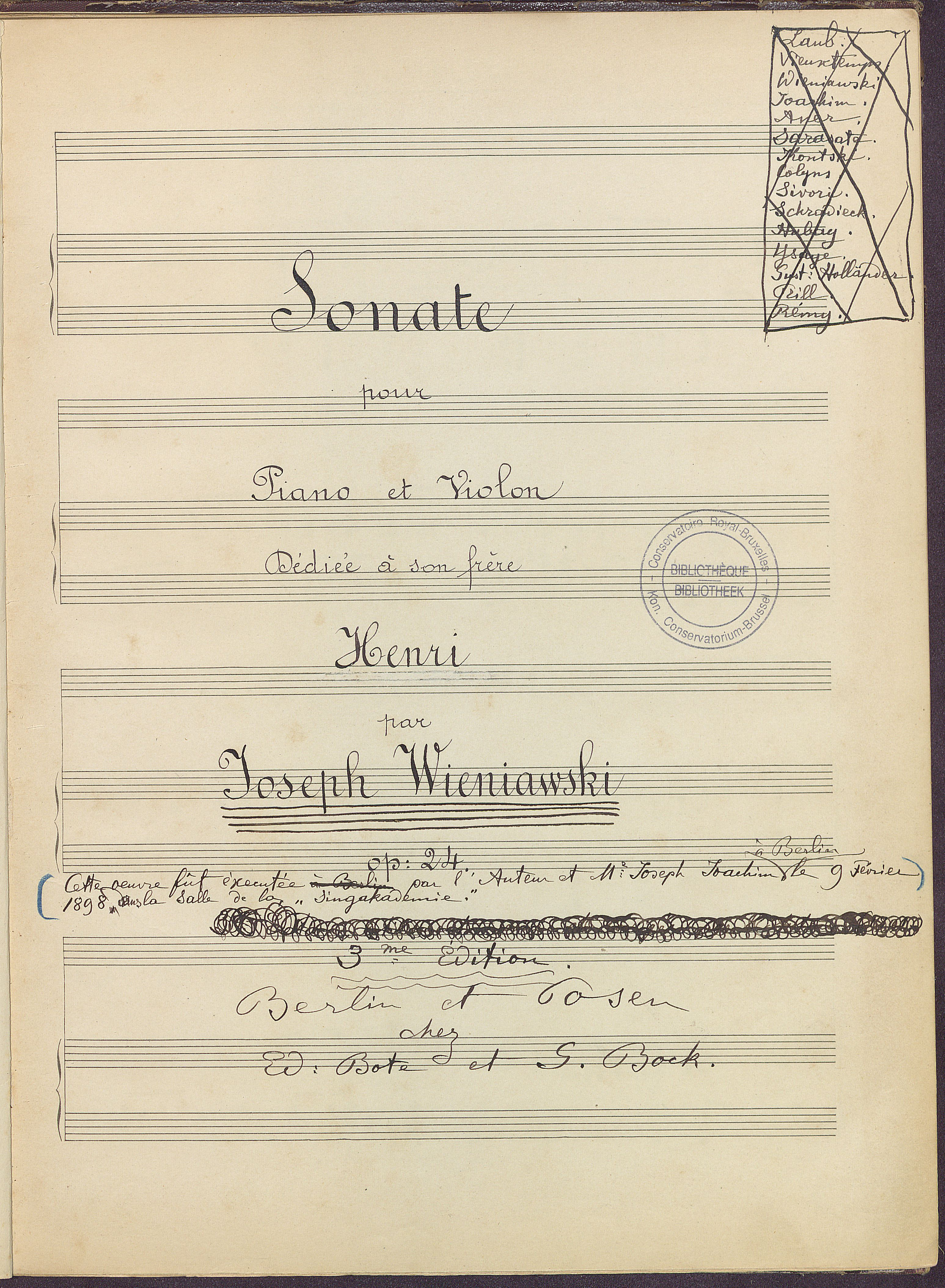
Sonate pour piano et violon (op. 24) de Józef Wieniawski dédiée à son frère Henryk (Bibliothèque du Conservatoire royal de Bruxelles, B-Bc, FC-3-W-019/1)

Le fonds Józef Wieniawski est un legs fait au Conservatoire royal de Bruxelles par la fille aînée de celui-ci, Elisabeth Wieniawska (1892-1978), comprenant principalement des partitions autographes du musicien.

## Les frères Wieniawski
Nés dans une famille juive polonaise cultivée, d'un père chirurgien renommé et d'une mère musicienne, les frères Henryk Wieniawski (1835-1880) et Józef Wieniawski (1837-1912) bénéficient très tôt d'une éducation propice à leur développement artistique. 
Alors qu'Henryk, enfant prodige sur les traces d'Henri Vieuxtemps, de Joseph Joachim ou de Pablo de Sarasate, mène une brillante carrière de violoniste concertant, de pédagogue et de compositeur, son frère cadet Józef, élève de Pierre Zimmerman, d'Antoine-François Marmontel et de Charles-Valentin Alkan au Conservatoire de Paris, puis de Franz Liszt à Weimar, s'illustre en tant que pianiste. Poursuivant une activité pédagogique à la Société Musicale Russe, puis au Conservatoire de Moscou, il s'installe définitivement à Bruxelles en 1882 où il se forme une solide réputation d'interprète – notamment des œuvres de Chopin. Il y meurt, trente ans après, en 1912.

## Le Fonds
Si les compositions d'Henryk occupent une place incontournable dans le répertoire violonistique du XIXe siècle à côté des œuvres de Paganini, Ernst, Vieuxtemps et Sarasate, l'œuvre d'inspiration romantique de Józef – plus prolifique que son frère – est aujourd'hui tombée dans l'oubli. Or, la fille ainée du musicien, Elisabeth Wieniawska (1892-1978), elle-même violoniste et violoncelliste, a légué au Conservatoire royal de Bruxelles dans leur intégralité et dans leur état initial, les archives de son père – un ensemble de sources manuscrites et imprimées de musique pianistique, de chambre, orchestrale ou vocale. 

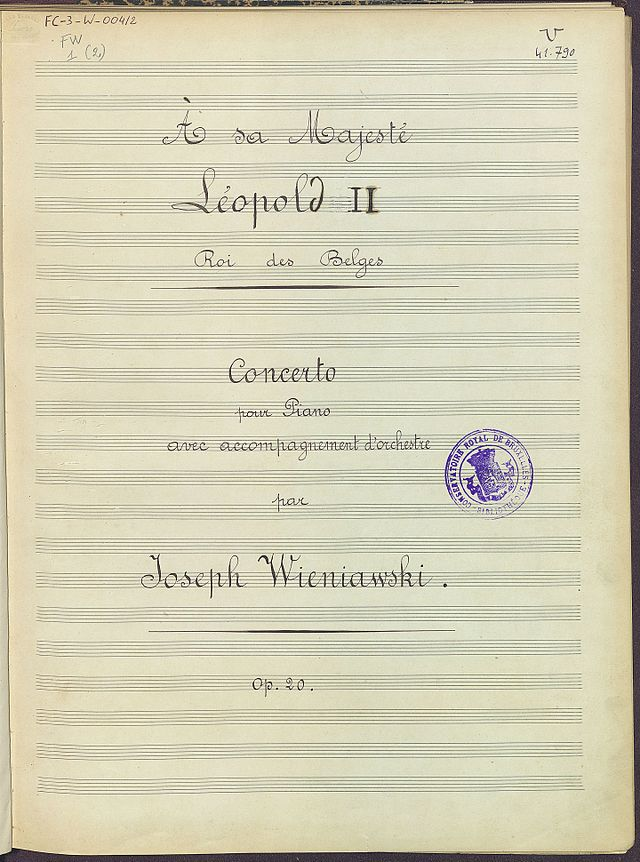
Concerto pour piano et orchestre (op. 20) dédié à Léopold II, roi des Belges (Bibliothèque du Conservatoire royal de Bruxelles, B-Bc, FC-3-W-004/5)

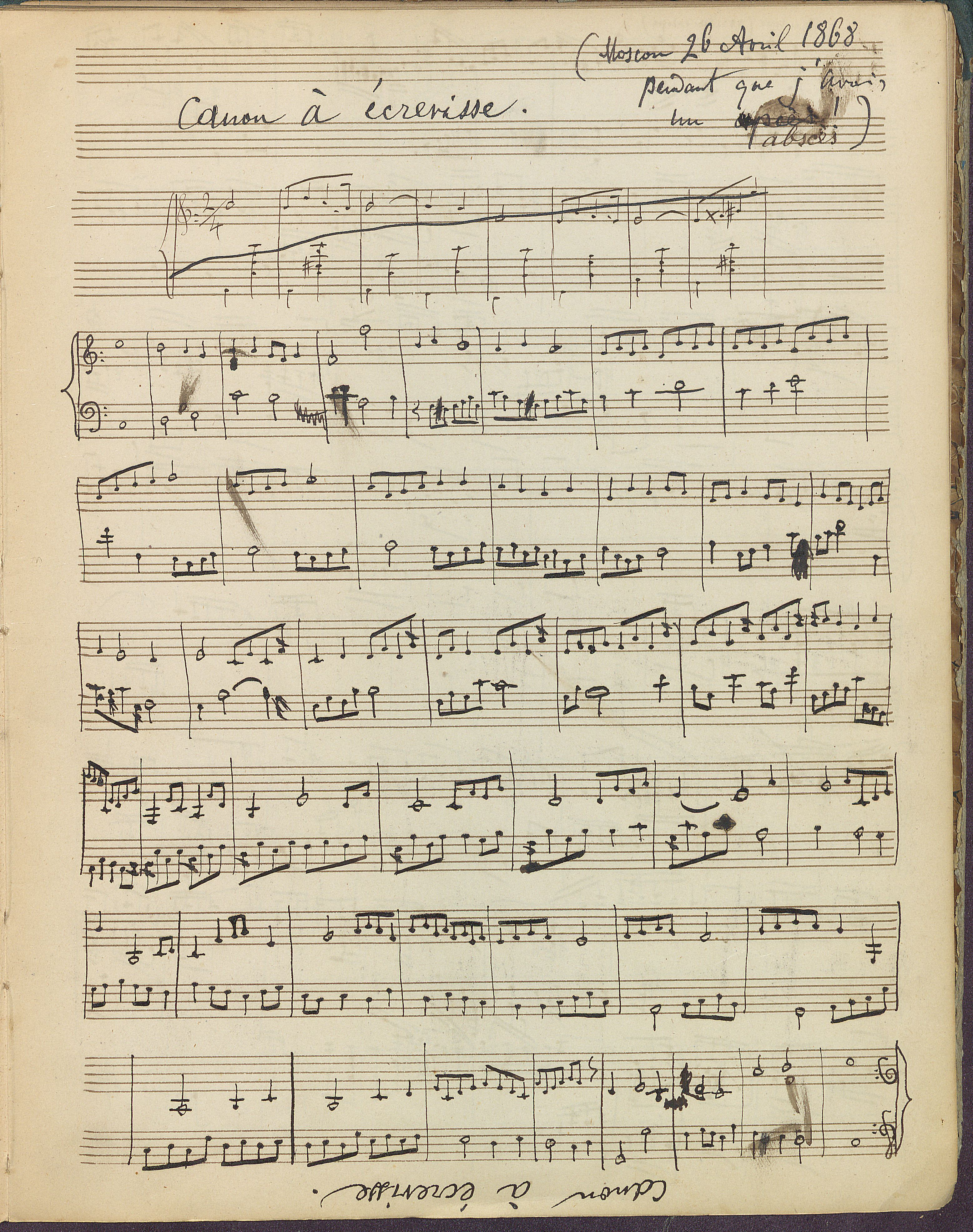
Canon à écrevisse pendant que j'avais un abcès, Moscou, 26 avril 1868 (Bibliothèque du Conservatoire royal de Bruxelles, B-Bc, FC-3-W-005/3)

Ces trente-huit pièces – esquisses, manuscrits autographes, copies manuscrites – dont certaines n'ont jamais été publiées, sont souvent serties des traces attestant le travail du compositeur. Elles révèlent non seulement l'individualité du musicien, mais aussi le milieu dans lequel il évoluait ainsi que la tradition de l'art virtuose et de la pratique d'interprétation au XIXe siècle. En témoignent son notoire Concerto pour piano op. 20 voué à S.M. Léopold II Roi des Belges, pourvu de multiples annotations, ses pièces – mazurkas, marches, chants – créées pour des personnalités de la haute société européenne ou pour des musiciens comme Rossini et Saint-Saëns – ou encore sa Sonate pour piano et violon op. 24 dédiée à son frère Henryk et « exécutée par l'Auteur et Mr. Joseph Joachim à Berlin le 9 février 1898 dans la salle de la Singakademie ». Dans son Canon à écrevisse pendant que j'avais un abcès, il laisse une trace occasionnelle de son mal-être.   
Le fonds comporte également de nombreux imprimés avec annotations (lieux et dates d'exécution et/ou noms des interprètes), comme l'op. 20 précité, la Suite romantique op. 41, la Symphonie en ré majeur op. 49 ou l'ouverture dramatique Guillaume le Taciturne op. 43, pour lesquels existe une partition, une réduction pour piano et, pour la dernière, des parties d'orchestre séparées et une version à quatre mains.